# Espeletia praefrontina
Espeletia praefrontina là một loài thực vật có hoa trong họ Cúc. Loài này được Cuatrec. mô tả khoa học đầu tiên năm 1980.